# Gmina Gran
Gmina Gran (norw. Gran kommune) – norweska gmina leżąca w okręgu Oppland. Jej siedzibą jest miasto Jaren.
Gran jest 143. norweską gminą pod względem powierzchni.

## Demografia
Według danych z roku 2005 gminę zamieszkuje 13 010 osób. Gęstość zaludnienia wynosi 17,17 os./km². Pod względem zaludnienia Gran zajmuje 83. miejsce wśród norweskich gmin.
| ludność stan na 1 stycznia 2005 |         |           |        |
|                                 | kobiety | mężczyźni | razem  |
| osób                            | 6436    | 6574      | 13 010 |
| %                               | 49,47%  | 50,53%    | 100%   |

| wykształcenie stan na 1 października 2004 |            |         |        |          |
|                                           | podstawowe | średnie | wyższe | nieznane |
| osób                                      | 2578       | 6122    | 1602   | 169      |
| %                                         | 24,62%     | 58,47%  | 15,3%  | 1,61%    |

## Edukacja
Według danych z 1 października 2004:
- liczba szkół podstawowych (norw. grunnskolar): 12
- liczba uczniów szkół podst.: 1669

## Władze gminy
Według danych na rok 2011 administratorem gminy (norw. rådmann) jest Arne Skogsbakken, natomiast burmistrzem (norw. ordfører, d. borgermester) jest Inger Staxrud.